# تسجيلات آر بي إم جي
ريمون براون ميديا جروب (بالإنجليزية: Raymond Braun Media Group)‏، وتُعرف أيضا باختصارها آر بي إم جي (بالإنجليزية: RBMG)‏ هي شركة تسجيلات أمريكية تأسست عام 2008 بواسطة سكوتر براون. ويقع مقرها الرئيسي في لوس أنجلوس، كاليفورنيا، الولايات المتحدة. وهي مملوكة لمجموعة يونيفرسال الموسيقية. ومن أشهر فنانيها جاستن بيبر. آر بي إم جي لديها أيضا صفقة تجارية خاصة لتبادل الأرباح مع تسجيلات ديف جام.